# Frederick P. Thompson
Pour les articles homonymes, voir Frederick Thompson et Thompson.
Frederick P. Thompson (1846-1922) est un homme politique canadien du Nouveau-Brunswick.

## Biographie
Frederick P. Thompson naît le 17 février 1846 à Douglas, au Nouveau-Brunswick.
Libéral, il est nommé sénateur sur avis de Wilfrid Laurier le 7 février 1902 et le reste jusqu'à sa mort, le 27 avril 1922.